# 李時 (成化進士)
李時（1441年—？年），字維中，四川都司成都中衛官籍，治《詩經》，明朝政治人物。

## 生平
四川鄉試第四十一名舉人。成化十七年（1481年）中式辛丑科三甲第一百三十五名進士。

## 家族
曾祖李福；祖父李志廣；父親李謙，曾任副千戶；子李楫，正德六年进士。母倪氏。